# Biliești
Biliești est une commune roumaine située dans le județ de Vrancea.